# Michelle-Lee Ahye
Michelle-Lee Raquel Ahye (Port of Spain, 10 aprile 1992) è una velocista trinidadiana.

## Biografia
È apertamente lesbica.
Ha rappresentato Trinidad e Tobago ai Giochi olimpici di Londra 2012, dove è stata eliminata in semifinale nei 100 m piani. Nella staffetta 4×100 metri è riuscita ad approdare in finale, con Kelly-Ann Baptiste, Kai Selvon e Semoy Hackett.
Alle World Relays 2014 si è aggiudicata la medaglia di bronzo nella staffetta 4×100 metri, con Kamaria Durant, Reyare Thomas e Kai Selvon.
Ai mondiali di Pechino 2015 ha vinto il bronzo nella staffetta 4×100 metri, stabilendo anche il primato nazionale nella specialità.
Ai Giochi olimpici di Rio de Janeiro 2016 ha ottenuto il sesto posto nei 100 e 200 metri piani; nella staffetta 4×100 metri ha terminato al quinto posto.
Ha vinto la medaglia d'oro nei 100 metri piani ai Giochi del Commonwealth di Gold Coast 2018, precedendo sul podio le giamaicane Christania Williams e Gayon Evans.
Ai Giochi panamericani di Lima 2019 ha vinto l'argento nei 100 metri piani, terminando alle spalle della giamaicana Elaine Thompson-Herah.
Ha ottenuto la qualificazione ai Giochi olimpici di Tokyo 2020.

## Palmarès
| Anno | Manifestazione          | Sede           | Evento      | Risultato        | Prestazione | Note                                     |
| ---- | ----------------------- | -------------- | ----------- | ---------------- | ----------- | ---------------------------------------- |
| 2007 | Mondiali U18            | Ostrava        | 100 m piani | Quarti di finale | 11"89       |                                          |
| 2011 | Campionati CAC          | Mayagüez       | 4×100 m     | Oro              | 43"47       |                                          |
| 2011 | Mondiali                | Taegu          | 100 m piani | Semifinale       | 11"48       |                                          |
| 2011 | Mondiali                | Taegu          | 4×100 m     | dq               | dq          |                                          |
| 2012 | Giochi olimpici         | Londra         | 100 m piani | Semifinale       | 11"32       |                                          |
| 2012 | Giochi olimpici         | Londra         | 4×100 m     | Finale           | dnf         |                                          |
| 2013 | Campionati CAC          | Morelia        | 200 m piani | Finale           | dq          |                                          |
| 2013 | Campionati CAC          | Morelia        | 4×100 m     | Argento          | 43"67       |                                          |
| 2013 | Mondiali                | Mosca          | 100 m piani | Semifinale       | 11"33       |                                          |
| 2013 | Mondiali                | Mosca          | 4×100 m     | Batteria         | 43"01       |                                          |
| 2014 | Mondiali indoor         | Sopot          | 60 m piani  | 6ª               | 7"16        |                                          |
| 2014 | World Relays            | Nassau         | 4×100 m     | Bronzo           | 42"66       |                                          |
| 2014 | World Relays            | Nassau         | 4×200 m     | Finale           | dnf         |                                          |
| 2014 | Giochi del Commonwealth | Glasgow        | 100 m piani | Semifinale       | dns         |                                          |
| 2015 | World Relays            | Nassau         | 4×100 m     | 5ª               | 42"88       |                                          |
| 2015 | Campionati NACAC        | San José       | 100 m piani | Bronzo           | 11"22       |                                          |
| 2015 | Mondiali                | Pechino        | 100 m piani | 5ª               | 10"98       |                                          |
| 2015 | Mondiali                | Pechino        | 4×100 m     | Bronzo           | 42"03       | Record nazionale                         |
| 2016 | Mondiali indoor         | Portland       | 60 m piani  | 4ª               | 7"11        |                                          |
| 2016 | Giochi olimpici         | Rio de Janeiro | 100 m piani | 6ª               | 10"92       |                                          |
| 2016 | Giochi olimpici         | Rio de Janeiro | 200 m piani | 6ª               | 22"34       |                                          |
| 2016 | Giochi olimpici         | Rio de Janeiro | 4×100 m     | 5ª               | 42"12       |                                          |
| 2017 | World Relays            | Nassau         | 4×100 m     | Batteria         | dnf         |                                          |
| 2017 | World Relays            | Nassau         | 4×200 m     | 4ª               | 1'32"63     |                                          |
| 2017 | Mondiali                | Londra         | 100 m piani | 6ª               | 11"01       |                                          |
| 2017 | Mondiali                | Londra         | 4×100 m     | 6ª               | 42"62       |                                          |
| 2018 | Mondiali indoor         | Birmingham     | 60 m piani  | 6ª               | 7"13        | Miglior prestazione personale stagionale |
| 2018 | Commonwealth            | Gold Coast     | 100 m piani | Oro              | 11"14       |                                          |
| 2019 | World Relays            | Yokohama       | 4×100 m     | Batteria         | 43"67       |                                          |
| 2019 | Giochi panamericani     | Lima           | 100 m piani | Argento          | 11"27       |                                          |
| 2019 | Giochi panamericani     | Lima           | 4×100 m     | 4ª               | 43"57       |                                          |
| 2021 | Giochi olimpici         | Tokyo          | 100 m piani | Semifinale       | 11"00       | Miglior prestazione personale stagionale |
| 2021 | Giochi olimpici         | Tokyo          | 4×100 m     | Batteria         | 43"62       |                                          |
| 2022 | Mondiali indoor         | Belgrado       | 60 m piani  | 7ª               | 7"11        | Miglior prestazione personale stagionale |
| 2022 | Mondiali                | Eugene         | 100 m piani | Semifinale       | 11"24       |                                          |
| 2022 | Giochi del Commonwealth | Birmingham     | 100 m piani | Semifinale       | 11"29       |                                          |
| 2022 | Giochi del Commonwealth | Birmingham     | 4×100 m     | 6ª               | 43"86       |                                          |
| 2022 | Campionati NACAC        | Freeport       | 100 m piani | 5ª               | 11"23       |                                          |
| 2023 | Mondiali                | Budapest       | 100 m piani | Semifinale       | 11"18       |                                          |
| 2023 | Mondiali                | Budapest       | 4×100 m     | Batteria         | 42"85       |                                          |
| 2023 | Giochi panamericani     | Santiago       | 100 m piani | Bronzo           | 11"53       |                                          |
| 2024 | Mondiali indoor         | Glasgow        | 60 m piani  | Batteria         | 7"26        | Miglior prestazione personale stagionale |
| 2024 | World Relays            | Nassau         | 4×100 m     | Batteria         | 43"22       |                                          |
| 2024 | Giochi olimpici         | Parigi         | 100 m piani | Batteria         | 11"33       |                                          |
| 2025 | Mondiali indoor         | Nanchino       | 60 m piani  | Semifinale       | 7"31        |                                          |